# Municipio de Grand River (condado de Wayne)
El municipio de Grand River (en inglés: Grand River Township) es un municipio ubicado en el condado de Wayne en el estado estadounidense de Iowa. En el año 2010 tenía una población de 357 habitantes y una densidad poblacional de 5,71 personas por km².

## Geografía
El municipio de Grand River se encuentra ubicado en las coordenadas 40°36′19″N 93°30′7″O / 40.60528, -93.50194. Según la Oficina del Censo de los Estados Unidos, el municipio tiene una superficie total de 62.53 km², de la cual 62,45 km² corresponden a tierra firme y (0,13 %) 0,08 km² es agua.

## Demografía
Según el censo de 2010, había 357 personas residiendo en el municipio de Grand River. La densidad de población era de 5,71 hab./km². De los 357 habitantes, el municipio de Grand River estaba compuesto por el 98,88 % blancos, el 0,28 % eran asiáticos y el 0,84 % eran de una mezcla de razas. Del total de la población el 2,24 % eran hispanos o latinos de cualquier raza.